# Азамат (Казахстан)
Азама́т (каз. Азамат) — село у складі Мактааральського району Туркестанської області Казахстану. Входить до складу Іржарського сільського округу.
У радянські часи село називалось Красний Авангард.
Населення — 1028 осіб (2021; 923 у 2009, 839 у 1999, 812 у 1989).